# Ringendorf
Ringendorf é uma comuna francesa na região administrativa de Grande Leste, no departamento Baixo Reno. Estende-se por uma área de 3,68 km². Em 2010 a comuna tinha 447 habitantes (densidade: 121,5 hab./km²).